# Байка (фильм)
«Байка» — советский фильм-драма 1987 года.

## Сюжет
Герои фильма — Малаша и Жора — случайно познакомились на станции в райцентре. В благодарность за починку туфли Малаша приглашает Жору отдохнуть к себе в деревню. И хотя эта бойкая и добрая женщина любит животных, а Жора — специалист по изготовлению чучел, раздор, вспыхнувший между ними по этому поводу, длится недолго, перерастая в искреннее чувство взаимной любви.

## О фильме
Этот фильм — единственная полнометражная режиссёрская работа Георгия Буркова. В нём сыграла свою первую главную роль тогда ещё будущая народная артистка Нина Усатова.
Нам очень повезло, что на роль  главной героини удалось найти прекрасную исполнительнцу — ленинградскую актрису Нину Усатову. Это её первая большая роль в кино. Актриса глубокая, трагического склада, она удивительно органична.Георгий Бурков: журнал «Советский экран» 1 выпуск, 1987 год

## В ролях
- Георгий Бурков — Георгий Петрович (Жора) Сорокароссийский, таксидермист
- Нина Усатова — Малаша, конюх
- Валентин Буров — Костя, колхозный бригадир
- Виталий Леонов — мастер по ремонту обуви
- Иван Рыжов — дед Васечка
- Евгений Шутов — Иван Сергеевич, председатель колхоза
- Татьяна Ухарова — жена Жоры
- Виктор Гоголев — дед Игнат
- Нина Шаролапова — Нина, продавщица сельпо
- Мария Скворцова — баба Маруся
- Вика Цыпленкова — Фиделина, дочь Малаши
- Игорь Лавриненко — Петрович, младший сын Малаши
- Владимир Виноградов — Паша, старший сын Малаши

### В эпизодах
- Галина Дёмина
- Николай Евдокимов
- Лидия Королёва
- Анна Комолова
- Н. Зимарева, Л. Кисилева, П. Карпюк, К. Кустова, А. Сизов, Е. Сысоев, Н. Тулутунов, А. Фролов

## Съёмочная группа
- Автор сценария: Нина Семёнова
- Оператор-постановщик: Борис Брожовский
- Художник-постановщик: Феликс Ясюкевич
- Художник по костюмам: Наталья Дзюбенко
- Звукооператор: А. Арцинович
- Музыка из произведений Валерия Гаврилина
- Автор музыкальной композиции: Владимир Минин
- Государственный симфонический оркестр кинематографии
  - дирижёр: Сергей Скрипка
  - хормейстер: Владимир Минин
- Режиссёр: З. Рогозовская
- Оператор: А. Джирквелов
- Монтажёр: Людмила Свириденко